# 薩加雷焦

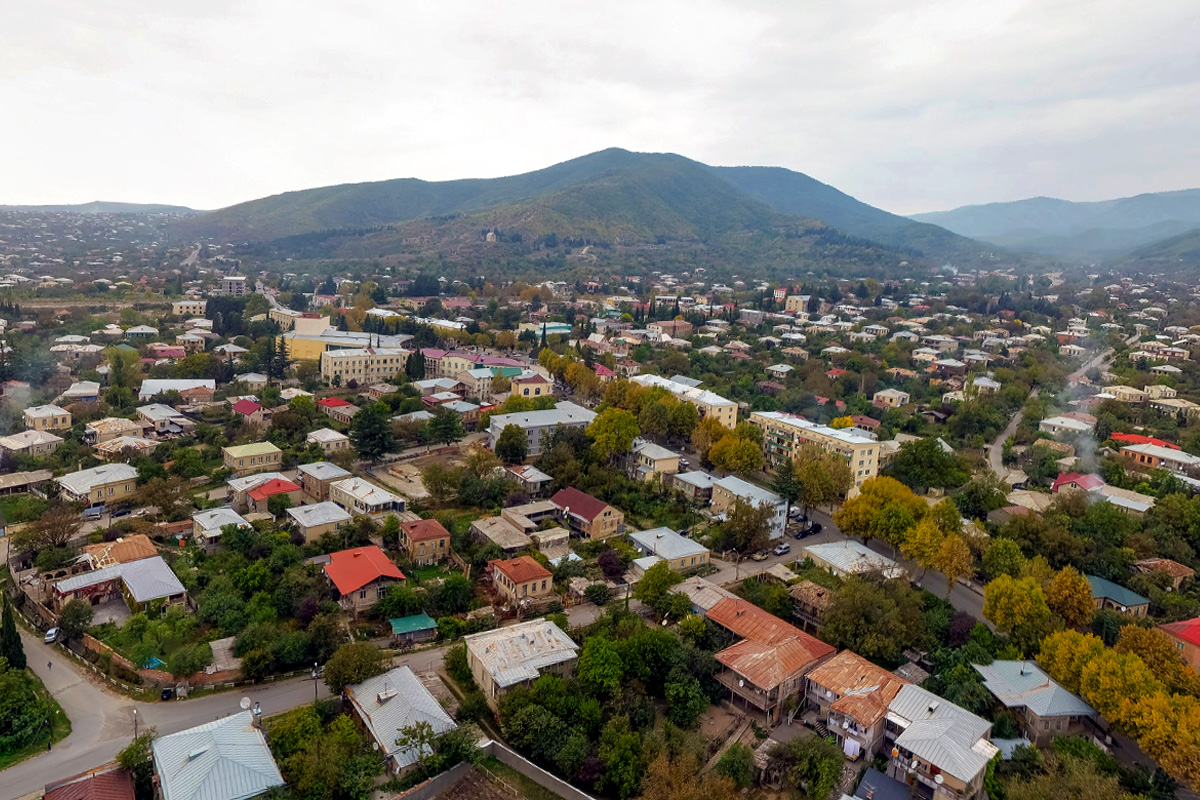
薩加雷焦

薩加雷焦是格魯吉亞東部卡赫蒂薩加雷焦市鎮的城鎮及其行政中心。距離首都第比利斯58公里，每年平均降雨量500至700毫米，海拔高度800米，受大陸性氣候影響，2014年人口10,871。

## 外部連結
- Sagarejo Municipality website.

41°44′N 45°20′E / 41.733°N 45.333°E